# Dzień szarańczy
Dzień szarańczy (ang. The Day of the Locust) – amerykański thriller z 1975 roku w reżyserii Johna Schlesingera, zrealizowany na podstawie powieści Nathanaela Westa. Zdjęcia kręcono w Los Angeles.

## Fabuła
Hollywood, lata 30. Aktoreczka Faye Greener po śmierci ojca przenosi się do domu Homera Simpsona, który ją kocha bezgranicznie. Ona jest w stanie zrobić wiele dla kariery i przenosi się do niego tylko z powodów finansowych. Kiedy Homer to sobie uświadamia, dochodzi do tragedii.

## Obsada
- Donald Sutherland – Homer Simpson
- Karen Black – Faye Greener
- Burgess Meredith – Harry Greener
- William Atherton – Tod Hackett
- Geraldine Page – Wielka Siostra
- Richard Dysart – Claude Estee
- Bo Hopkins – Earle Shoop
- Pepe Serna – Miguel
- Lelia Goldoni – Mary Dove
- Billy Barty – Abe Kusich
- Jackie Earle Haley – Adore

i inni

## Nagrody i nominacje (wybrane)
Oscary za rok 1975
- Najlepszy aktor drugoplanowy - Burgess Meredith (nominacja)
- Najlepsze zdjęcia - Conrad L. Hall (nominacja)

Złote Globy 1975
- Najlepsza aktorka dramatyczna - Karen Black (nominacja)
- Najlepszy aktor drugoplanowy - Burgess Meredith (nominacja)

Nagrody BAFTA 1975
- Najlepsze kostiumy - Ann Roth
- Najlepsza scenografia - Richard Macdonald (nominacja)
- Najlepszy aktor drugoplanowy - Burgess Meredith (nominacja)